# وارن ماي
وارن ماي (بالإنجليزية: Warren May)‏ هو لاعب كرة قدم بريطاني في مركز الدفاع، ولد في 31 ديسمبر 1964 في ساوثند أون سي في المملكة المتحدة. لعب مع نادي ساوثيند يونايتد.